# مالچکووو
مالچکووو (به لاتین: Malczkowo) یک روستا در لهستان است که در گمینا پوتنگووو واقع شده‌است. مالچکووو ۵۰۴ نفر جمعیت دارد.